# Bacillus
São bactérias com forma de bastonetes, Gram-positivas, obrigatoriamente ou facultativamente aeróbias, catalase positivas, produtoras de endósporos (esporos internos à bactéria) e de muitas enzimas, algumas tóxicas.
Seus principais representantes incluem:
- Bacillus anthracis, causador do antraz e usado como arma biológica;
- Bacillus cereus, causador de gastroenterite e outras infecções;
- Bacillus thuringiensis usado em milho e algodão transgênico, por seus efeitos pesticidas;
- Bacillus amyloliquefaciens, usado como fonte da ribonuclease "barnase" um antibiótico natural, de alfa-amilase utilizada na hidrólise de amido, da protease subtilisina utilizada como detergente e da enzima de restrição BamH1 utilizado na pesquisa de DNA.
- Bacillus subtilis é muito usado como modelo, por seu grande tamanho, fácil cultivo, por não causar doenças e por já haver sido amplamente estudada. É facilmente encontrada em comida estragada.

A palavra bacilo, de uma forma mais geral, também pode ser usada para designar bactérias em forma de bastonetes, não necessariamente pertencentes ao género Bacillus.
B. anthracis, B. cereus, B. mycoides, B. pseudomycoides, B. thuringiensis, e B. weihenstephanensis são muito parecidas (97% iguais) e poderiam ser consideradas a mesma espécie se não fosse por sua importância clínica. O mesmo critério de diferenciar por importância clínica é usado para diferenciar as Escherichia colis e Shigellas.